# Голожаберные
Голожаберные (лат. Nudibranchia) — отряд морских брюхоногих моллюсков из подкласса Heterobranchia. К особенностям строения относятся отсутствие как раковины, так и выраженной мантии. Их вторичные кожные жабры представляют собой мягкие незащищённые выросты покровов различной формы и располагаются по бокам или на спинной стороне тела; у некоторых видов жабры вовсе отсутствуют. Населяют преимущественно тёплые моря и океаны. Некоторые виды ядовиты и имеют яркую окраску. Все голожаберные моллюски — гермафродиты. Очень разборчивы в питании.

## Классификация
На июль 2018 года в отряд включают следующие подотряды и надсемейства:
- Подотряд Cladobranchia

- Надсемейство Aeolidioidea Gray, 1827
- Надсемейство Arminoidea Iredale & O'Donoghue, 1923 (1841)
- Надсемейство Dendronotoidea Allman, 1845
- Надсемейство Doridoxoidea Bergh, 1899
- Надсемейство Fionoidea Gray, 1857
- Надсемейство Flabellinoidea Bergh, 1889
- Надсемейство Proctonotoidea Gray, 1853
- Надсемейство Tritonioidea Lamarck, 1809

- Подотряд Doridina
  - Инфраотряд Bathydoridoidei
    - Надсемейство Bathydoridoidea Bergh, 1891

  - Инфраотряд Doridoidei
    - Надсемейство Doridoidea Rafinesque, 1815
    - Надсемейство Onchidoridoidea Gray, 1827
    - Надсемейство Phyllidioidea Rafinesque, 1814
    - Надсемейство Polyceroidea Alder & Hancock, 1845

- Семейство Bathydeviidae